# Karakobis
Karakobis è un villaggio del Botswana situato nel distretto di Ghanzi, sottodistretto di Ghanzi. Il villaggio, secondo il censimento del 2011, conta 881 abitanti.

## Località
Nel territorio del villaggio sono presenti le seguenti 28 località:
- David Bostricha di 10 abitanti,
- G6/Sebolelo di 34 abitanti,
- High way di 3 abitanti,
- Kaepe di 11 abitanti,
- Karakubis di 13 abitanti,
- Kauwa di 22 abitanti,
- Lekaleng di 15 abitanti,
- Lekang di 2 abitanti,
- Lekgwathi/ Lomao di 5 abitanti,
- Leropo di 1 abitante,
- Logonono di 21 abitanti,
- Magano,
- Magapelwa di 13 abitanti,
- Malatso di 15 abitanti,
- Masaasele di 20 abitanti,
- Matloping di 7 abitanti,
- Metsiakgakala di 2 abitanti,
- Morolong di 32 abitanti,
- Morwalela,
- Motshedi di 7 abitanti,
- Obotseng di 1 abitante,
- Phiriokgaotse,
- Poong di 8 abitanti,
- Ralehika di 6 abitanti,
- Sedudu di 3 abitanti,
- Sekgwa di 17 abitanti,
- Tswelelopele di 8 abitanti,
- Xaxo di 5 abitanti